# Un enfant dans la foule
Pour plus de détails, voir Fiche technique et Distribution.
Un enfant dans la foule est un film français réalisé par Gérard Blain et sorti en 1976.

## Synopsis
En 1937, puis pendant l’Occupation, le vécu d'un enfant ignoré de ses parents et solitaire. Il est mis en pension puis est séparé de son père qui quitte le foyer. Au début de son adolescence et au fil de ses rencontres, il rejette cette société qui l'a exclu, et l'école qu'il n'arrive pas à supporter. Sur fond de guerre, en recherche d'affection, il connaît ses premières expériences sexuelles, avec plusieurs hommes et une femme. Finalement, il va répondre à une offre d'emploi de figurant dans le cinéma.

## Fiche technique
- Titre : Un enfant dans la foule
- Réalisation : Gérard Blain
- Scénario : Gérard Blain et Michel Pérez
- Image : Emmanuel Machuel
- Musique : Jean Schwarz
- Assistant réalisateur : Jean-Pierre Blanc
- Format : couleur — 1,66:1 — monophonique — 35 mm
- Durée : 85 minutes
- Date de sortie : 4 juin 1976
- Affiche : René Ferracci (France)

## Distribution
- Jean François Cimino : Paul enfant
- César Chauveau : Paul adolescent
- Annie Kovaks : la mère de Paul
- Cécile Cousseau : Micheline enfant
- Claude Treille : Micheline adolescente
- Jean Bertal : le père de Paul
- Gabrielle Sassoum : la grand-mère
- Raymonde Badé-Mauffroy : la maîtresse
- Jacques Benoît-Lévy : le directeur école
- Claude Cernay : Gilles
- Jurgens Doeres : un soldat
- Bernard Soufflet : Laurent

## Autour du film
Le film présente de nets aspects autobiographiques. Gérard Blain le décrivait comme contenant « des choses que j'ai vécues et d'autres que j'ai pas vécues ». Lui-même disait avoir connu ses premières expériences sexuelles très jeune, « avec des hommes et des femmes », dans des conditions « très dures » relevant de la pédophilie.
Un des derniers plans du film montre un passant qui demande du feu à Paul qui va rejoindre son destin en se rendant sur un plateau de cinéma. Ce passant est joué par Gérard Blain lui-même, clin d'œil évident (caméo) à la croisée des destinées.

## Bonus DVD
DVD édité par Eklipse Vidéo
- La leçon de cinéma de Gérard Blain (une conférence qu'il donna en 1997 à l'université Marc Bloch à Strasbourg) 1 h 20
- Sur le tournage d'Hatari (avec, au choix, une musique originale ou le commentaire de Michel Marmin dit par Françoise Devienne) 13 min. Avec Gérard Blain, Howard Hawks, John Wayne
- Interview de Claude Cernay (acteur dans Un enfant dans la foule et dans d'autres films de Blain, réalisé par Philippe Vallois) 15 min
- Filmographie illustrée de Gérard Blain
- Galerie de photos